# Tân Hiệp, Châu Thành (Tiền Giang)
Tân Hiệp là thị trấn huyện lỵ của huyện Châu Thành, tỉnh Tiền Giang, Việt Nam.

## Địa lý
Thị trấn Tân Hiệp nằm phía đông bắc huyện Châu Thành, cách trung tâm thành phố Mỹ Tho khoảng 13 km về phía Nam, cách Thành phố Hồ Chí Minh 60 km về phía Bắc, có vị trí địa lý:
- Phía đông giáp xã Hòa Tịnh, huyện Chợ Gạo
- Phía tây giáp xã Tân Lý Đông
- Phía nam giáp xã Thân Cửu Nghĩa
- Phía bắc giáp xã Tân Hương.

Thị trấn Tân Hiệp có diện tích 5,74 km², dân số 2022 là 24.653 người, mật độ dân số đạt 4.294 người/km².

## Hành chính
Thị trấn Tân Hiệp được chia thành 7 khu phố: Cá, Ga, Me, Rẫy, Tân Phong, Tân Phú, Tân Thạnh.

## Lịch sử
Sau năm 1975, thị trấn Tân Hiệp thuộc huyện Châu Thành.
Tính đến ngày 31 tháng 12 năm 2022, thị trấn Tân Hiệp có diện tích 0,75 km² và quy mô dân số là 9.369 người. Xã Tân Lý Tây có diện tích 4,98 km² và quy mô dân số là 15.284 người.
Ngày 28 tháng 9 năm 2024, Ủy ban Thường vụ Quốc hội ban hành Nghị quyết số 1202/NQ-UBTVQH15 về việc sắp xếp đơn vị hành chính cấp xã của tỉnh Tiền Giang giai đoạn 2023 – 2025 (nghị quyết có hiệu lực từ ngày 1 tháng 11 năm 2024). Theo đó, sáp nhập toàn bộ 4,98 km² diện tích tự nhiên và quy mô dân số 15.284 người của xã Tân Lý Tây vào thị trấn Tân Hiệp.
Ngày 21 tháng 10 năm 2024, UBND tỉnh Tiền Giang ban hành Quyết định số 2339/QĐ-UBND về việc:
- Chuyển ấp Tân Phong, xã Tân Lý Tây thành khu phố Tân Phong thuộc thị trấn Tân Hiệp.
- Chuyển ấp Tân Thạnh, xã Tân Lý Tây thành khu phố Tân Thạnh thuộc thị trấn Tân Hiệp.
- Chuyển ấp Tân Phú, xã Tân Lý Tây chuyển thành khu phố Tân Phú thuộc thị trấn Tân Hiệp.

Thị trấn Tân Hiệp có 7 khu phố: Cá, Ga, Me, Rẩy, Tân Phong, Tân Phú, Tân Thạnh.